# Attaque du 29 mai 2018 à Liège
Ne doit pas être confondu avec la tuerie de Liège.
L’attaque du 29 mai 2018 à Liège est un attentat terroriste islamiste commis le 29 mai 2018 à Liège en Belgique, au cours duquel deux policières et le passager d'une voiture sont tués dans une fusillade précédée d'une attaque au couteau. L'agresseur a crié « Allahu akbar » (« Dieu est le plus grand » en arabe),. Le procureur fédéral belge a déclaré que certains éléments indiquent qu'il s'agit d'un acte terroriste. Le terroriste a ensuite pris comme bouclier humain une femme de ménage de l'athénée Léonie de Waha et continué à tirer, blessant quatre policiers, avant d'être abattu par les forces de l'ordre.

## Contexte
Les pays européens sont touchés par une vague d'attentats islamistes depuis l'attentat du musée juif de Bruxelles en mai 2014, qui sont pour la plupart des attaques commanditées ou inspirées par l'État islamique. La Belgique est le deuxième pays européen le plus touché par des attentats islamistes juste après la France. L'attaque de Liège porte à 39 le nombre de victimes décédées dans un attentat islamiste sur le sol belge.[réf. souhaitée]
La Belgique est alors confrontée depuis quelques années à des attentats djihadistes, notamment les attentats du 22 mars 2016 à Bruxelles qui ont fait 32 morts. L’attaque de Liège rappelle l’attaque du 6 août 2016 à Charleroi, quand un terroriste s’en était pris en vain à deux policières devant l’hôtel de police avec une machette. L'attaque de Liège est la cinquième depuis 2012 dirigée par des terroristes contre des militaires ou des policiers.
La ville de Liège avait été déjà endeuillée par une tuerie en 2011, qui avait fait sept victimes (tueur inclus).

## Déroulement
Vers 10 h 30 devant le café Aux Augustins, situé à l'angle de la rue des Augustins et du boulevard d'Avroy, dans le centre-ville de Liège,, Benjamin Herman, armé d'un couteau, attaque deux policières - occupées à contrôler les voitures stationnées - par derrière. Il prend l'arme de poing de l'une d'entre elles et achève les deux policières. Ensuite, il tire sur le véhicule d'un contrôleur de bus puis il tue le passager d'un autre véhicule avant de se rendre à l'athénée Léonie de Waha. Après avoir tiré trois coups de feu en direction de la cour de récréation dans laquelle se trouvaient plusieurs centaines d'enfants, le terroriste prend comme bouclier humain une femme de ménage.
Les étudiants du secondaire sont évacués vers le jardin botanique voisin, les élèves du primaire, évacués de la cour de récréation, sont mis en sécurité dans une école du quartier, à la Haute École de la Province de Liège - Beeckman, par leur directeur, qui a également réussi à bloquer le tueur dans le sas d'entrée de l'école. Ne pouvant progresser plus loin dans l'école, le terroriste donne l'assaut sur les policiers et en blesse quatre avant d'être finalement abattu vers 11 h par le Peloton anti-banditisme. Son autopsie est confiée au Dr Philippe Boxho.
Catherine Collignon, porte-parole du procureur du roi de Liège, a confirmé la mort de quatre personnes, dont l'agresseur, et que quatre autres policiers avaient été grièvement blessés. La « qualification d’infraction terroriste » est retenue.
L'État islamique revendique l'attaque le 30 mai.

## Auteur
Né le 12 janvier 1982 à Rochefort (Belgique),, l'assaillant se nomme Benjamin Herman. Il est condamné pour des infractions à la législation sur les stupéfiants et incarcéré à la prison de Marche-en-Famenne. Il a bénéficié un court temps d'un régime de détention restreinte à partir du 12 février 2016, mais dès le 22 février, il ne rejoint pas sa cellule. Le 5 mars, il est arrêté en raison d’un vol avec effraction qu’il a commis et le 14 mars, le tribunal d’application des peines met fin au régime de détention restreinte. Le 16 mars, il est transféré à la prison de Namur où il devra attendre 19 mois avant de pouvoir à nouveau prétendre à un congé pénitentiaire ou une permission de sortie.
L'attaque survient alors qu'il avait bénéficié de 11 autorisations de sortie d'un jour et de 13 congés pénitentiaires de deux jours sans incident, ce qui selon le ministre de la Justice, Koen Geens rendait difficile de prévoir le drame à la quatorzième. Herman se serait radicalisé dans la prison de Lantin, où il a été détenu en 2017. Cependant, il n'avait pas été répertorié comme une menace extrémiste potentielle,. Il est également soupçonné d’avoir, dans la nuit de lundi à mardi, tué un ex-codétenu toxicomane à On. Il se définit en disant à son otage « Je suis un Belge converti à l'islam »[source insuffisante].
Le 5 juin 2018, il est enterré à On selon le rite catholique.

## Victimes
- Soraya Belkacemi : policière locale de 45 ans, mère de jumelles de 15 ans.
- Lucile Garcia : policière locale de 53 ans.
- Cyril Vangriecken : passager d'une voiture âgé de 22 ans, élève de la Haute École de la Ville de Liège, « il allait être diplômé instituteur dans quelques semaines »[18][source insuffisante]. Il a été tué sous les yeux de sa mère qui conduisait la voiture[19][source insuffisante].

## Enquête
Le texte peut changer fréquemment, n’est peut-être pas à jour et peut manquer de recul. 
Le titre et la description de l'acte concerné reposent sur la qualification juridique retenue lors de la rédaction de l'article et peuvent évoluer en même temps que celle-ci.

### Affaires potentiellement liées
La cousine de Benjamin Herman déclare l'avoir croisé alors qu'il recherchait un dénommé Michael Wilmet à Marche-en-Famenne le 28 mai. Une bijouterie est braquée par trois personnes à Rochefort durant la nuit précédant la fusillade, la nuit du 28 au 29 mai vers 3 h du matin, heure à laquelle des coups de feu sont tirés. Le matin du 29 mai, le corps de Michael Wilmet, héroïnomane ayant été en prison de 2014 à 2016 puis sous surveillance électronique de 2016 à mars 2018 pour cause de trafic de stupéfiants, est retrouvé mort avec un trou dans la tête — une balle, pense la voisine qui a découvert le corps —, à On, un village proche à la fois de Marche-en-Famenne et de Rochefort. Wilmet a été tué de plusieurs coups à la tête portés avec un objet contondant qui pourrait être un marteau. Herman - déjà condamné pour petit trafic de stupéfiant et pour vol - ayant été vu à Marche-en-Famenne le 28 mai, il apparaît une hypothèse selon laquelle Herman, Wilmet et un troisième homme auraient été les braqueurs de Rochefort, puis qu'Herman aurait assassiné son potentiel complice Wilmet dans la nuit du 28 au 29 mai,, quelques heures avant la fusillade de Liège. La police dit explorer cette piste, mais n'établit pas encore de lien vérifié entre le braquage de Rochefort, le meurtre d'On et la fusillade de Liège,,.

### Interpellation du frère de l'auteur
Craignant une vengeance de Dimitri Herman, né le 26 mai 1984 à Dinant, ancien toxicomane violent et délinquant multirécidiviste, frère du terroriste et son complice de longue date dans la délinquance, les services belges qui étaient à sa recherche l'ont interpellé à Liège, et interrogé puis relâché. De son côté, à la suite de l'avis de recherche lancé par la police belge, l'Unité de coordination de la lutte antiterroriste en France avait lancé le même avis de recherche.

## Réactions

### Réactions nationales
- Le Premier ministre Charles Michel a exprimé ses condoléances aux victimes de la fusillade[26].
- Le ministre de l'Intérieur Jan Jambon déclare « Nos pensées sont avec les victimes de cet acte horrible »[26].
- Le ministre de la Justice Koen Geens présente ses sincères condoléances aux victimes, aux proches et aux services de police[26].
- Le ministre des Affaires étrangères Didier Reynders déclare « l’horreur frappe des policiers et des civils. Toutes nos pensées vont aux victimes, à leurs familles, à leurs collègues, à leurs proches. La solidarité est totale avec les forces de l’ordre que nous soutenons pleinement dans leur mission particulièrement difficile »[26].
- Le président de la N-VA et bourgmestre d'Anvers, Bart De Wever assure que son cœur est avec les victimes à Liège et ajoute : « En tant que chef de la plus grande zone de police, un tel drame est un cauchemar absolu. Mon profond respect pour les agents. Mes sincères condoléances aux familles des victimes »[26].
- Le président du CdH, Benoît Lutgen adresse ses plus sincères condoléances aux familles des victimes du drame de Liège et sa solidarité envers l’ensemble des policiers qui travaillent chaque jour à notre protection[26].
- Le président du PS et bourgmestre de Mons, Elio Di Rupo déclare « L’horreur nous frappe à nouveau. Mes pensées les plus émues vont aux deux policiers et au passant assassinés ainsi qu’à leurs familles. J’ai une pensée toute particulière pour les blessés en espérant qu’ils se rétablissent au plus vite. L’État ne cédera pas aux actes de barbarie »[26].
- Le bourgmestre de Bruxelles, Philippe Close écrit « Ce matin, Liège a été victime d'une fusillade, dans le quartier où j'ai grandi… Toutes mes pensées vont à la famille des policiers abattus ainsi qu'à la victime civile. Tout mon soutien également à Willy Demeyer et à son chef de corps Christian Beaupère »[26].
- Le bourgmestre de Charleroi, Paul Magnette et l'ensemble de son collège communal tiennent à exprimer leur entière solidarité avec la Ville de Liège, à la suite de l’horrible acte qui a été commis[26].
- Le Standard de Liège réagit sur Twitter et dit : « Notre club est en deuil. Toutes nos pensées vont aux victimes, à leurs familles et à la Police de Liège ». De plus, plusieurs joueurs du club tels que Mehdi Carcela, Paul-José M'Poku, Dimitri Lavalée, Răzvan Marin, Renaud Emond ou encore le capitaine Sébastien Pocognoli mais aussi l'ex-joueur Yohann Thuram, se sont également exprimés sur les réseaux sociaux[27].
- Les Diables rouges, en préparation pour la Coupe du monde, ont respecté une minute de silence. Quelques internationaux dont certains passés au Standard de Liège, ont également exprimer leur désarroi sur les réseaux sociaux dont Christian Kabasele, Axel Witsel, Laurent Ciman, Michy Batshuayi ou encore Christian Benteke[27].
- Le tennisman David Goffin, après s'être qualifié au troisième tour de Roland-Garros, a traditionnellement signé l'objectif de la caméra mais au lieu d'écrire son nom, le jeune tennisman a écrit en capitale et à l’encre noire « LIEGE »[28].
- Le Gouvernement wallon a élevé Soraya Belkacemi, Lucile Garcia et Cyril Vangriecken au rang de Commandeur du Mérite wallon, le 13 septembre 2018[29].

### Réactions internationales
- France : Le président de la République, Emmanuel Macron, peu avant la conférence de presse à la suite d'une réunion internationale sur la Libye, a fait part de sa « solidarité du peuple français à l'égard du peuple belge », après cette « terrible attaque »[26].
- Espagne : Le président du gouvernement espagnol, Mariano Rajoy, a envoyé un télégramme de condoléances au premier ministre belge, Charles Michel[26].
- OTAN : le secrétaire général de l'OTAN, Jens Stoltenberg a tenu à préciser que « l'OTAN reste solidaire de notre pays hôte et de la police belge après l'attentat de Liège ». il ajoute « Mes plus sincères condoléances aux victimes et à leurs proches »[30].